# إدوارد مارتن (سياسي)
إدوارد مارتن (بالإنجليزية: Edward Martin)‏ هو سياسي أمريكي، ولد في 7 مارس 1936 في جورجتاون في الولايات المتحدة، وتوفي في 1 مارس 2009 في وارنر روبينز في الولايات المتحدة. حزبياً، نشط في الحزب الجمهوري.